# Pedicularis batangensis
Pedicularis batangensis är en snyltrotsväxtart som beskrevs av Louis Édouard Bureau och Franch.. Pedicularis batangensis ingår i släktet spiror, och familjen snyltrotsväxter. Inga underarter finns listade i Catalogue of Life.